# Har Adar
Har Adar (hebrejsky הַר אֲדָר, podle původního místního názvu גִּבְעַת הָרָדָאר: Giv'at ha-Radar – „Radarový vrch“, který byl upraven na Har Adar – „Vrch Adar“, v oficiálním přepisu do angličtiny Har Adar) je izraelská osada a místní rada (malé město) na Západním břehu Jordánu v distriktu Judea a Samaří.

## Geografie
Obec je situována v Judských horách v nadmořské výšce 880 metrů, cca 10 kilometrů severozápadně od historického jádra Jeruzalému, cca 45 kilometrů jihovýchodně od centra Tel Avivu. Východně od města začíná tok vádí Nachal Ksalon.
Nachází se na dotyku se Zelenou linií, která odděluje Izrael v mezinárodně uznaných hranicích a okupovaná palestinská území, přičemž část jejího území leží uvnitř jižně od této linie a tedy v mezinárodně uznaných hranicích státu. Obec je součástí vnějšího prstence izraelských předměstí Jeruzalému, přičemž ale není administrativně součástí izraelské metropole. Počátkem 21. století byl Har Adar na severu oddělen od okolních arabských vesnic pomocí Izraelské bezpečnostní bariéry.

## Dějiny
Har Adar byl založen roku 1986. 1. června 1987 se konala oficiální inaugurační slavnost nové osady. Byla zřízena na místě tzv. Radarového vrchu (Radar Hill, Giv'at ha-Radar – גִּבְעַת הָרָדָאר), který hrál důležitou roli v arabsko-izraelské válce v letech 1948–1949, kdy se izraelské jednotky opakovaně a neúspěšně pokoušely o jeho dobytí. V roce 1995 získala obec status místní rady.
Skutečnost, že Har Adar byl zahrnut do izraelské strany bezpečnostní bariéry, naznačuje, že Izrael si hodlá osadu podržet i po případné mírové dohodě s Palestinci.

## Demografie
Podle údajů z roku 2014 tvořili naprostou většinu obyvatel Židé – cca 3700 osob (včetně statistické kategorie "ostatní", která zahrnuje nearabské obyvatele židovského původu ale bez formální příslušnosti k židovskému náboženství, cca 3800 osob). Mezi populací v Har Adar převažují sekulární obyvatelé (90 %), zbylých 10 % patří mezi stoupence náboženského sionismu.
Jde o středně velkou obec městského typu s dlouhodobě rostoucí populací. K 31. prosinci 2014 zde žilo 3776 lidí. Populační růst se počátkem 21. století zrychlil (2000–2009 – 132 %), roce 2014 vzrostla populace o 0,5 %. Výhledový počet obyvatel obce je stanoven na 5 000 – 6 000.
| Rok            | 1992  | 1993  | 1994  | 1995  | 1996  | 1997  | 1998  | 1999  | 2000  |
| -------------- | ----- | ----- | ----- | ----- | ----- | ----- | ----- | ----- | ----- |
| Počet obyvatel | 1 100 | 1 420 | 1 430 | 1 478 | 1 430 | 1 430 | 1 467 | 1 500 | 1 500 |

| Rok            | 1999  | 2000  | 2001  | 2002  | 2003  | 2004  | 2005  | 2006  | 2007  | 2008  | 2009  | 2010  | 2011  | 2012  | 2013  | 2014  |
| -------------- | ----- | ----- | ----- | ----- | ----- | ----- | ----- | ----- | ----- | ----- | ----- | ----- | ----- | ----- | ----- | ----- |
| Počet obyvatel | 1 380 | 1 420 | 1 570 | 1 730 | 1 839 | 2 074 | 2 260 | 2 438 | 2 743 | 3 115 | 3 211 | 3 426 | 3 622 | 3 701 | 3 757 | 3 776 |